# 50 Fabulous Guitar Favorites
50 Fabulous Guitar Favorites è un album discografico a nome di Al Caiola and His Orchestra, pubblicato dalla casa discografica United Artists Records nel gennaio del 1964..

## Tracce
Lato A
1. Medley – 3:50
2. Medley – 4:23
3. Medley – 4:28
4. Medley – 4:16
5. Medley – 3:22
6. Medley – 3:34

Lato B
1. Medley – 3:42
2. Medley – 4:26
3. Medley – 4:32
4. Medley – 5:00
5. Medley – 3:03

## Musicisti
- Al Caiola - chitarra, arrangiamenti
- Altri musicisti non accreditati

Note aggiuntive
- Leroy Holmes - produttore
- Norman Art Studio, Chicago - design copertina album[3]